# Angel (X JAPANの曲)
「Angel」（エンジェル）は、日本のロックバンドX JAPANの楽曲。2023年7月28日にリリースされた。

## 概要
約8年ぶりのデジタルシングルで、元はYOSHIKIのソロプロジェクトViolet UKの楽曲として制作されたものである。
X JAPANの楽曲としては2015年12月1日の横浜アリーナ公演で披露された。
上記公演での演奏前にYOSHIKIは「（X JAPANが）解散して苦しい時代に書きました。まさか、その時はこうやって僕らがまたステージに立てるとは思ってなかった。（楽曲の）舞台はニューヨークなんですけど、ビルの屋上に立って『今から飛び降りようかな？それとも…』っていうのを自分の影に向かって話しかけているところから始まる曲」と説明していた。
YOSHIKIは米音楽メディアHeavy Consequenceの取材に対し、『歌詞は、世の中の苦しんでいる人々の支えになるようなものが書きたかったんです。今、自分も含め世界中の人々は傷ついています。この曲の歌詞には“誰かを愛して、諦めないで、死なないで”というメッセージが込められています。それは自分自身へ向けた言葉でもあります』と語った（コメントは日本語訳）。
ドキュメンタリー映画『We Are X』では、この楽曲のレコーディング風景およびYOSHIKI（ピアノ）とToshl（ボーカル）による演奏場面がわずかながら流れる。
過去にはYOSHIKIのコンサート等でケイティ・フィッツジェラルド（Violet UKのボーカリスト）やBeverlyが歌唱したほか、2023年7月1日放送の日本テレビ系番組「THE MUSIC DAY」ではYOSHIKI ver.として歌詞の内容を一部変え、YOSHIKI自身のピアノ弾き語りでの演奏が披露された。。
ジャケット写真はYOSHIKIの撮影による。